# ج.د تيبيت
ج.د تيبيت (1924 - 1963) هو ضابط شرطة وعسكري أمريكي خدم أثناء الحرب العالمية الثانية، وقُتل بعد خمسة وأربعين دقيقة من اغتيال جون ف. كينيدي، وقد اُتهم لي هارفي أوزوالد بالضلوع في مقتله كما اتهم في الضلوع في اغتيال جون كينيدي.

## حياته
ولد تيبيت في 18 سبتمبر 1924 في ولاية تكساس. شارك في الحرب العالمية الثانية وأرسل للقتال في أوربا أوائل سنة 1945، وانضم للعمل في إحدى مراكز الشرطة في يوليو سنة 1952.

## مقتله
قتل تيبيت في دالاس بتكساس بعد خمسةٍ وأربعين دقيقة من اغتيال الرئيس كينيدي، ويعتقد أن الفاعل هو لي هارفي أوزوالد.